# Codex Palatinus germanicus 6

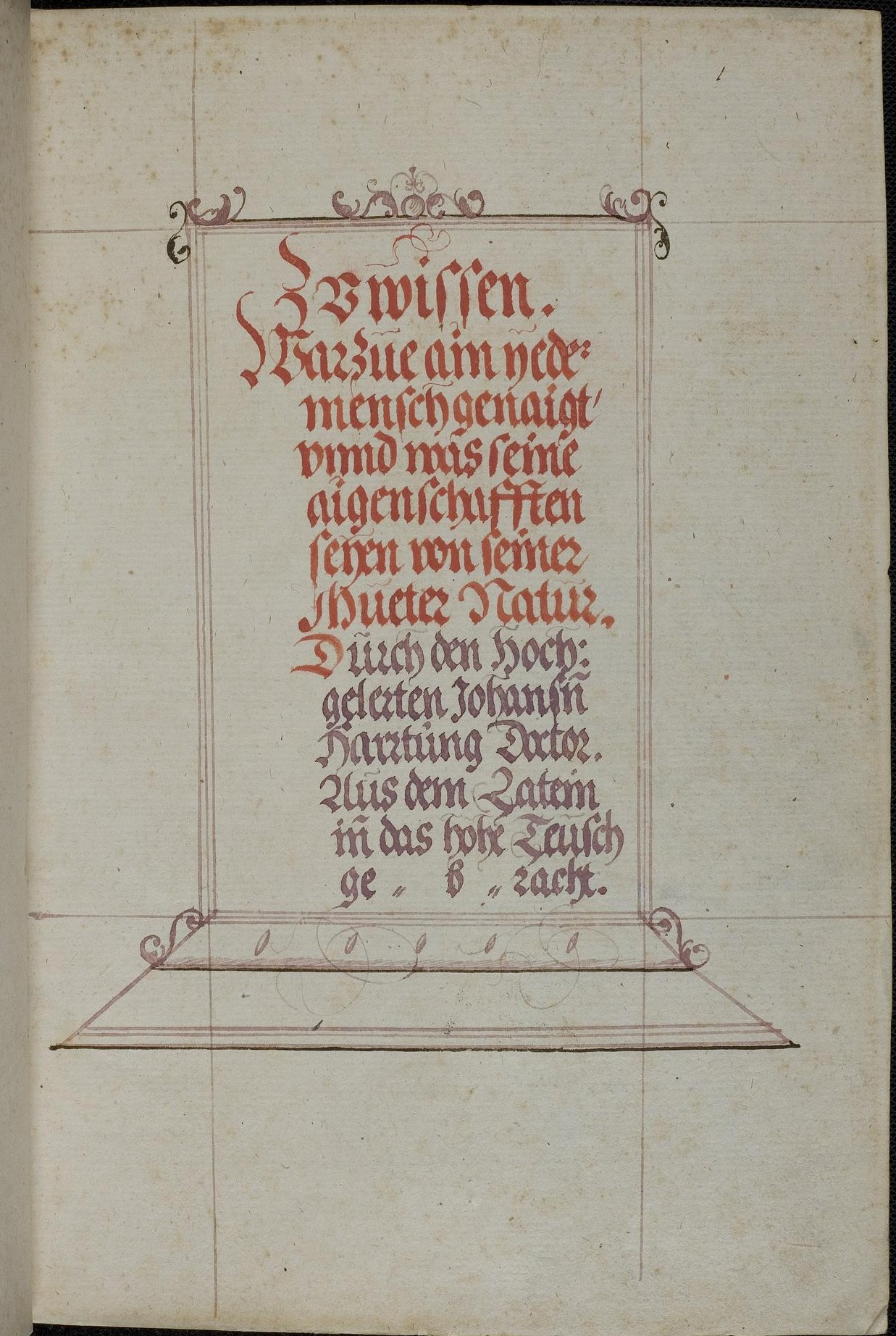
Cod. Pal. germ. 6, Blatt 1r: Johannes Hartlieb, De mansionibus (deutsch), Titelblatt

Der Codex Palatinus germanicus 6 ist eine frühneuzeitliche Handschrift der ehemaligen Bibliotheca Palatina in Heidelberg. Der Codex gehört zu den Codices Palatini germanici, den deutschsprachigen Handschriften der Palatina, die seit 1816 in der Universitätsbibliothek Heidelberg aufbewahrt werden; Signatur der UB-Heidelberg und gängige fachwissenschaftliche Bezeichnung ist Cod. Pal. germ. 6 (Kurzform: Cpg 6).
Der Codex enthält das Mondwahrsagebuch De Mansionibus des Johannes Hartlieb, daneben weitere astrologische Texte und eine kurze Temperamentenlehre.
Die Handschrift entstand um 1540, vermutlich in Heidelberg.

## Beschreibung

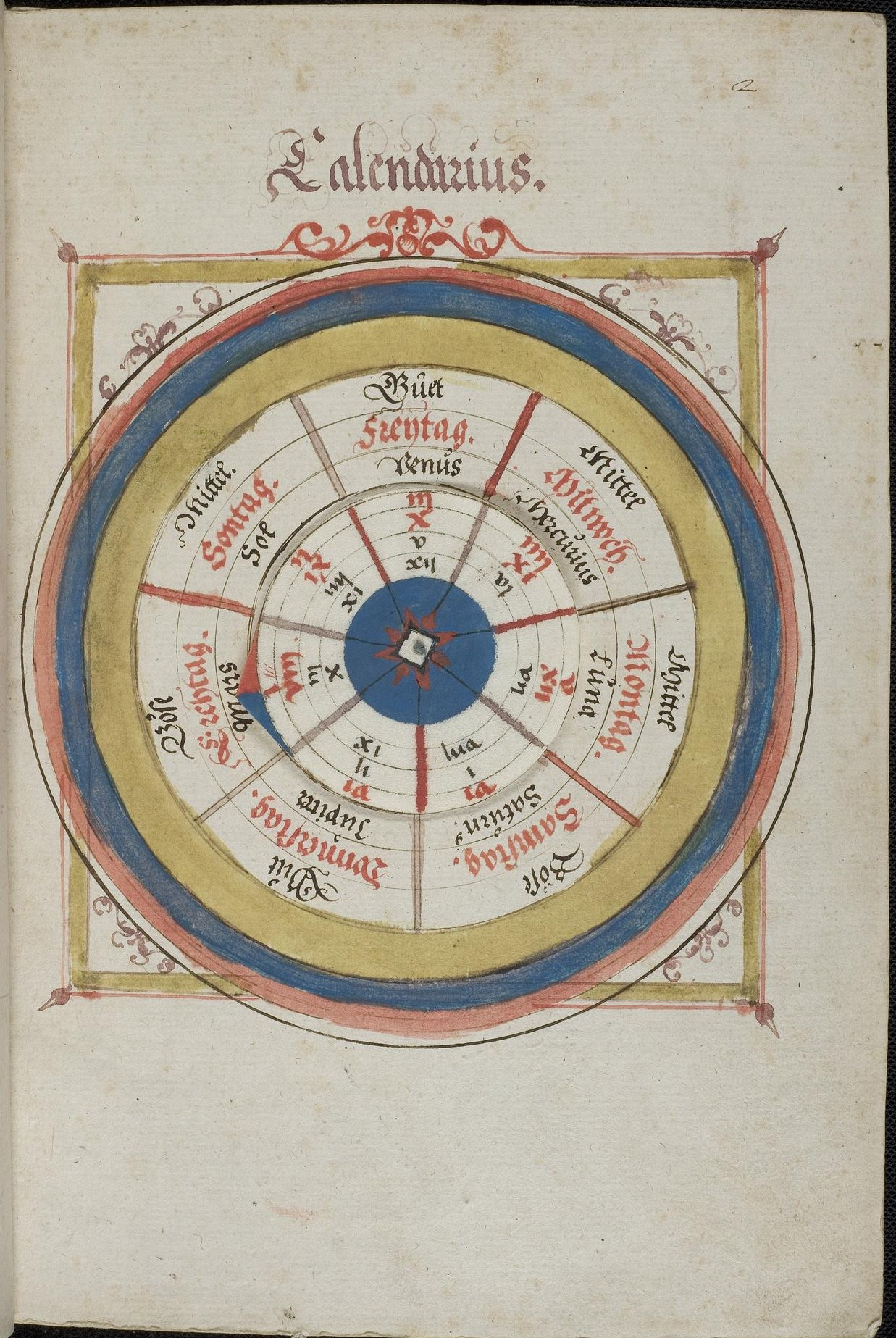
Cod. Pal. germ. 6, Blatt 2r: Johannes Hartlieb, De mansionibus (deutsch), Kalender

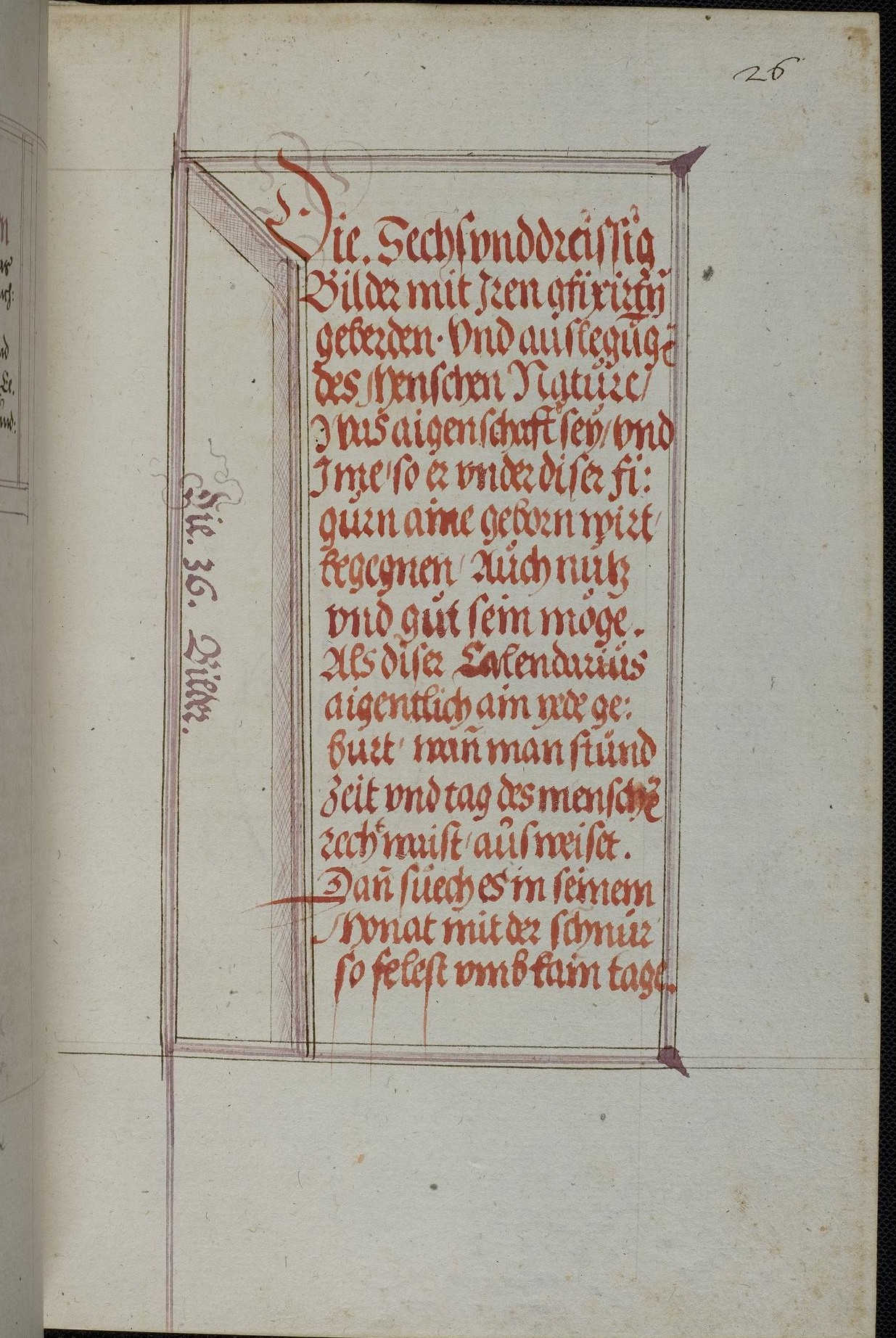
Cod. Pal. germ. 6, Blatt 26r: Über Sternbilderkinder

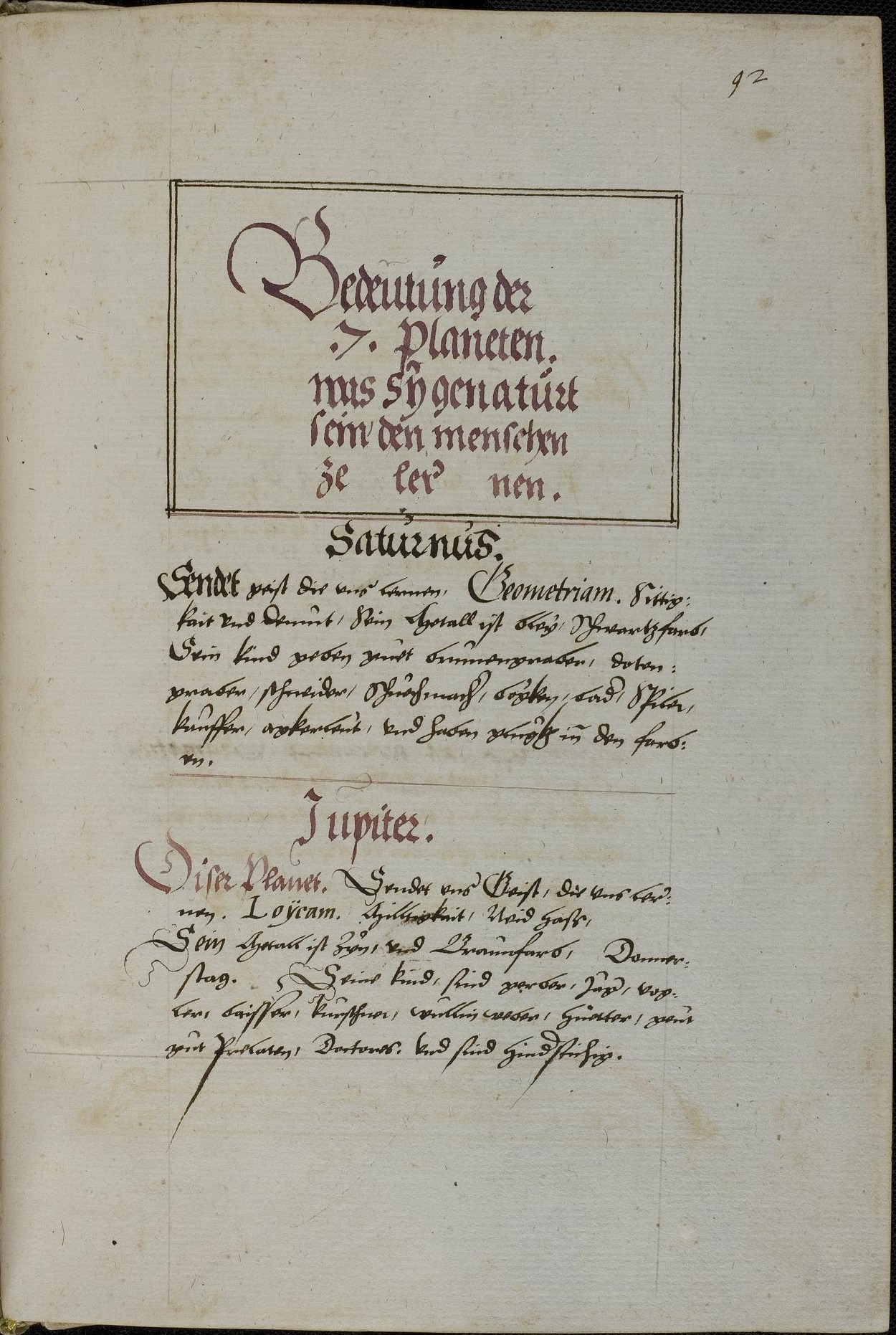
Cod. Pal. germ. 6, Blatt 92r: 7 Planeten

Der Codex ist eine Papierhandschrift mit 98 Blättern. Blatt 2 ist aus zwei Blättern zusammengeklebt und trägt auf Blatt 2r ein drehbares Scheiben-Kalendarium (Rota). Die Foliierung des 17. Jahrhunderts zählt die Blätter 1–94, die leeren Blätter vorn und hinten haben moderne Zählung erhalten. In den oberen rechten Ecken haben sich auf manchen Blättern Reste einer ursprünglichen Foliierung erhalten, die auf das Inhaltsverzeichnis (Blätter 3v–4r) zurückgeht.
Die Blattgröße des Codex beträgt 28 × 19 cm, dabei ist ein Schriftraum von 18,5 × 10 cm beschrieben mit 23 bis 28 Zeilen pro Seite. Durchgehende Schriftform ist eine Kurrentschrift, geschrieben von einer Hand, die Überschriften sind teilweise in Kanzleischrift ausgeführt, in roter und violetter Farbe. Vielfach ist Raum gelassen für Miniaturen und Initialen, die aber nicht ausgeführt wurden.
Der römische Pergamenteinband stammt aus dem 17. Jahrhundert.

## Herkunft
Auf dem Titelblatt zum ersten Teil der Handschrift ist der Autorname Johansen Harrtung Doctor für die Übertragung von De Mansionibus aus dem Lateinischen angegeben. Vermutlich hat der Schreiber dabei aus seiner Vorlage den eigentlichen Namen des Übersetzers, Johannes Hartlieb, verlesen als Johannes Hartung (1505–1579), ein Heidelberger Wissenschaftler aus Miltenberg. Hartung wurde 1521 an der Heidelberger Universität immatrikuliert; von 1537 an war er dort Professor für Griechisch, bis er 1546 an die Freiburger Universität wechselte.
Die Handschrift gehörte zum Bestand der älteren Schlossbibliothek, wo sie bei der Katalogisierung 1556/59 erfasst wurde.
Die Schreibsprache ist bairisch.
Wie die anderen Handschriften der kurfürstlich-pfälzischen Bibliotheken kam der Codex nach der Eroberung der Kurpfalz im Dreißigjährigen Krieg 1622 nach Rom in den Besitz der Vatikanischen Bibliothek und wurde mit den anderen deutschsprachigen Beständen der Palatina im Rahmen der Regelungen während des Wiener Kongresses erst 1816 nach Heidelberg zurückgeführt.

## Inhalte
Die ersten beschriebenen Seiten der Handschrift (Blätter 1r–25v) geben Johannes Hartliebs deutsche Übertragung des Mondwahrsagebuchs De Mansionibus (deutsch: Über die Stationen des Mondes) wieder. Auf die Titelseite mit Nennung des Verfassernamens folgt dabei auf Blatt 2r zunächst ein kreisrunder Calendarius: gegeneinander drehbare Scheiben (Rota) mit den Wochentagen und den Planeten, die sich jenen jeweils zuordnen lassen, dazu gleichzeitig zugeordnete Charakterkennzeichen (Guet, Boese, Mittel). Auf Blatt 2v schließt sich eine Anleitung an, wie sich die Mondstationen errechnen lassen, die das Lebensschicksal des jeweils Fragenden angeblich beeinflussen. Blatt 3r zeigt eine onomatomantische (namensmantische) Tabelle mit den Zahlenwerten der Buchstaben, gefolgt vom Inhaltsverzeichnis der Schrift (Blätter 3v–4r). Der Text ist (mit dieser Abschrift Cpg 5) in sechs Handschriften überliefert.
Darauf folgt mit Über Sternbilderkinder ein Text zur Geburtsastrologie unter Berücksichtigung von Sternbildern (Blätter 26r–44v) und eine kurze Temperamentenlehre (Blätter 45r–48v). Die vier Temperamente sind dabei wie folgt geordnet: 1. Phlegmatiker, 2. Melancholiker, 3. Choleriker, 4. Sanguiniker.
Der umfangreichste Text, Über Tierkreiszeichenkinder, ist eine weitere Abhandlung zur Geburtsastrologie, hier mit Hilfe von Tierkreiszeichen (Blätter 49r–91v). Der abschließend folgende Text (Blätter 92r–94r) stellt kurz die Bedeutung der sieben „Planeten“ vor und ordnet ihnen jeweils Wissenschaften zu, gemäß dem astrologischen Ansatz der frühen Neuzeit: Saturn/Geometrie, Jupiter/Logik, Mars/Arithmetik, Sonne/Grammatik, Venus/Musik, Merkur/Physik und Mond/Astronomie.